# Gomasio

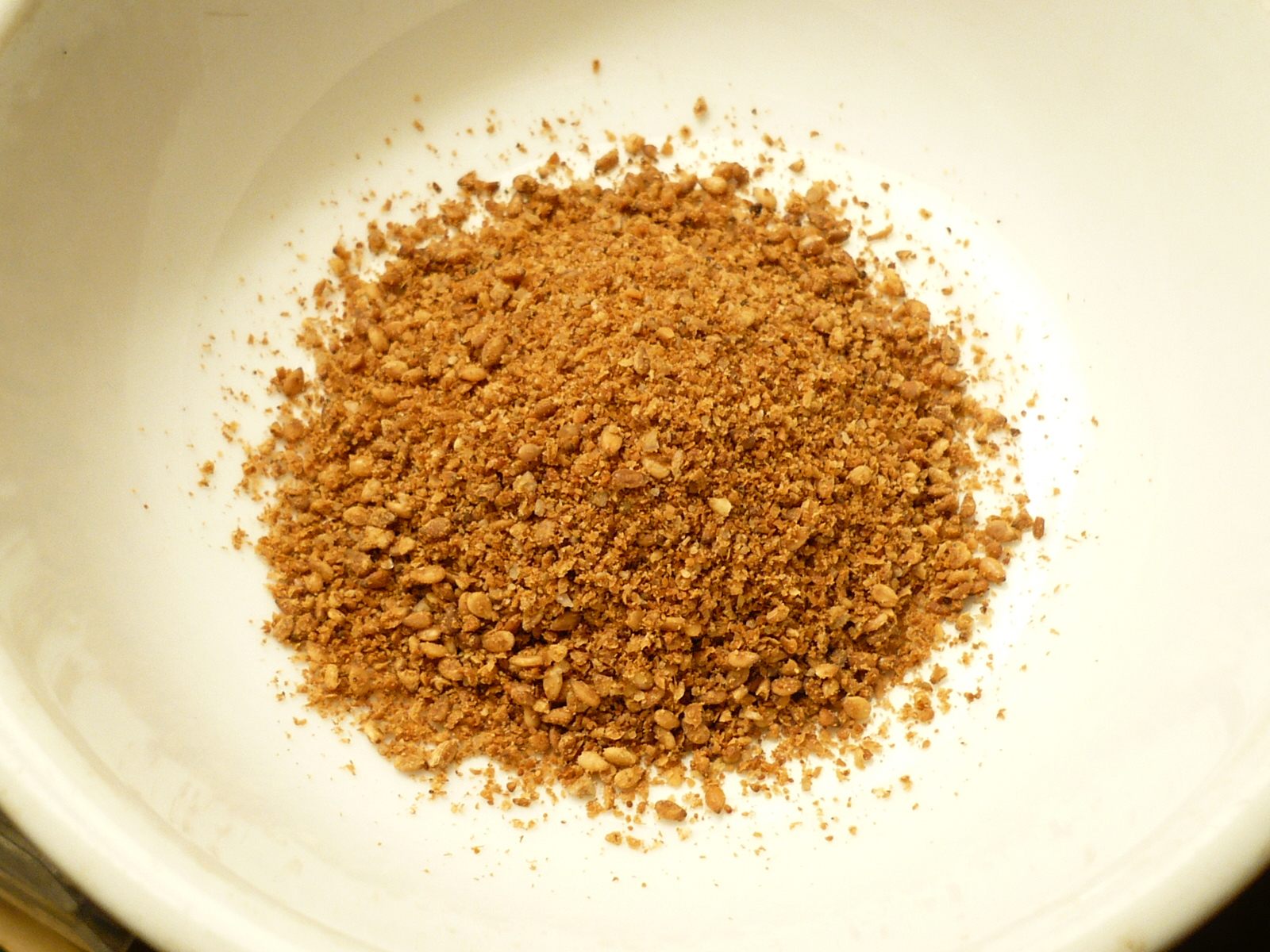
Een kommetje met gomasio

Gomasio is een smaakmaker die oorspronkelijk afkomstig is uit de Japanse keuken. De naam komt ook uit het Japans: Goma (ごま) betekent 'sesamzaad' en shio (塩) betekent 'keukenzout'.
Gomasio wordt gemaakt van geelbruin sesamzaad dat licht geroosterd en vervolgens in een vijzel licht gemalen wordt, en 5-20% zout. Het is eenvoudig zelf te maken maar kan ook kant-en-klaar worden gekocht.
Soms wordt er aan commercieel verkrijgbare gomasio suiker of glutamaat toegevoegd.
Gomasio wordt veel gebruikt in de macrobiotische keuken, als vervanger voor zout. Maar het heeft ook in veel andere keukens zijn intrede gedaan.
Gomasio kan worden gebruikt in salades, soepen, groente- en graangerechten en als broodbeleg. Bij warme maaltijden wordt het niet meegekookt, maar vlak voor het opdienen eroverheen gestrooid.
Gomasio is een goede voedingsbron van calcium.